# Hugo Vieira
Hugo Vieira (født 25. juli 1988) er en portugisisk fodboldspiller.